# Micrelaps bicoloratus
Espèce
Statut de conservation UICN

 LC  : Préoccupation mineure
Micrelaps bicoloratus est une espèce de serpents de la famille des Lamprophiidae. 

## Répartition
Cette espèce se rencontre au Kenya et dans le nord de la Tanzanie.

## Description
L'holotype de Micrelaps bicoloratus mesure 24 cm  dont 1,5 cm pour la queue. C'est un serpent venimeux.

## Liste des sous-espèces
Selon The Reptile Database (17 février 2014) :
- Micrelaps bicoloratus bicoloratus Sternfeld, 1908
- Micrelaps bicoloratus moyeri Rasmussen, 2002

## Publications originales
- Rasmussen, 2002 : A review of the African members of the genus Micrelaps Boettger 1880 (Serpentes Atractaspididae). Tropical Zoology, vol. 15, p. 71-87.
- Sternfeld, 1908 : Neue und ungenügend bekannte afrikanische Schlangen. Sitzungsberichte der Gesellschaft Naturforschender Freunde zu Berlin, vol. 4, p. 92-95 (texte intégral).